# Wasei-eigo
Le wasei-eigo (和製英語, littéralement « anglais fabriqué au Japon ») est un ensemble de locutions japonaises dont l'étymologie est entièrement ou partiellement anglaise et qui sont utilisées au Japon, sans exister telles quelles dans l'anglosphère.
Le plus couramment, il s'agit de contraction de deux mots anglais, d'après leur transcription syllabaire en katakanas, pour faciliter essentiellement leur emploi, tout en conservant le sens ou l'idée exprimés, que l'on peut rencontrer aussi bien dans la langue populaire que dans l'industrie, sous forme de marques ou de labels. Certains termes de wasei-eigo se sont répandus au-delà du Japon. À ne pas confondre avec le gairaigo, qui désigne un mot japonais issu directement d'un emprunt à une langue étrangère.

## Exemples
Exemples de wasei-eigo :
- salaryman (サラリーマン, sararīman?) : de l'anglais salary et man, désignant un salarié de bureau japonais ;
- karaoké (カラオケ, karaoke?) : du japonais kara (signifiant « vide ») et de l'anglais orchestra ;
- Capcom (カプコン, kapukon?) : nom d'une marque de jeux vidéo formé à partir de capsule et de computer ;
- Famicom (ファミコン, famikon?) : une console de jeux vidéo tirant son nom de l'anglais family computer ;
- Sega (セガ, sega?) : une autre marque de jeux vidéo dont le nom provient de l'anglais service games ;
- Dorikore (ドリコレ, dorikore?) : un label de jeux de type platinum (réédition) provenant de la contraction de dreamcast et de collection ;
- Pokémon (ポケモン, Pokemon?) : nom d'une franchise formé à partir de pocket et de monster ;
- Digimon (デジモン, Dejimon?) : nom d'une franchise formé à partir de digital et de monster ;
- light novel (ライトノベル, raito noberu?), parfois abrégé ranobe (ラノベ?) ;
- Lolicon (ロリコン, Rorikon?) : la contraction de lolita et de complex, désignant un syndrome souvent associé aux mangas ;
- Cosplay (コスプレ, kosupure?) : pour costume playing, l'art du déguisement en personnages de fiction ;
- Girls' Love (ガールズラブ, gāruzu rabu?) ;
- Wāpuro (ワープロ, wāpuro?) : abréviation de wādo purosessā (ワード･プロセッサー?), de l'anglais word processor (cf. Wāpuro rōmaji) ;
- visual novel (ビジュアルノベル, bijuaru noberu?).